# SOS – Gletscherpilot
SOS – Gletscherpilot ist ein Schweizer Film des Regisseurs Victor Vicas aus dem Jahr 1959.

## Handlung
Gletscherpilot Hermann Geiger überfliegt einen Viertausender in den Walliser Alpen und beobachtet einen Gletscherabbruch, was in den Kreisen der Bergsteiger stets ein böses Omen ist. Am darauffolgenden Tag steigen trotz dieses Vorfalls drei Seilschaften durch diesen Gletscher hinauf zum Dent Blanche. Der Arzt Gruber, anfangs begleitet von seiner Frau, ein junger Ingenieur namens Gisler mit Freundin Monica, zwei junge Burschen namens Charly und Roby, der  Bergführer Perren sowie der sportliche Engländer Puckle geraten jedoch in ein Unwetter. Dabei kommt Roby vom „Kurs“ ab und stürzt in eine Gletscherspalte. Bergführer Perren versucht ihn zusammen mit Puckle zu retten. Die zurückgebliebenen Vier begeben sich allein talwärts, doch angesichts der Wetterlage rutscht Gruber aus und reißt die anderen Teilnehmer mit in die Tiefe. Während sie auf einem Felsvorsprung landen, werden sie sich allmählich dem Ernst ihrer Lage bewusst und sind sich darüber im Klaren, den Weg zurück allein nicht zu schaffen. Charly, dem im Gegensatz zu den anderen nichts passiert ist, begibt sich auf die Suche nach seinem verschollenen Freund. Es gelingt ihm dessen Absturzstelle zu erreichen, wo er entsetzt feststellen muss, dass Bergführer Perren und Puckle bei ihrem Rettungsversuch den Tod gefunden haben. Roby sitzt dagegen noch immer in der Gletscherspalte und droht zu erfrieren.
Grubers Frau, die in einer Hütte zurückgeblieben war, alarmiert die Bergrettung. Diese Männer machen sich auf den Weg und können Charly und Roby aus der Wand retten. Auch der Gletscherpilot Geiger, den das Unwetter zunächst am Einsatz hinderte, kann endlich starten und mit einer halsbrecherischer Landung die Gruppe um Gruber erreichen. Doch kann er nur zwei Personen an Bord nehmen und muss Gruber zurücklassen. Dieser gerät in der Zwischenzeit in eine Lawine, die ihn in den Tod reißt. Somit haben nur Monica, Giesler, Charly und Roby ihren Ausflug überlebt.

## Hintergrund
Während vieler Jahre flog der Walliser Gletscherpilot Hermann Geiger mit seiner einmotorigen Piper waghalsige Einsätze, um in Not geratene Bergsteiger in Sicherheit zu bringen. In diesem halbdokumentarischen  Spielfilm SOS – Gletscherpilot spielt Geiger sich selbst. Die Aufnahmen entstanden in der Walliser Bergwelt.
Die Vorlage von SOS – Gletscherpilot stammte ursprünglich von Max Frisch, wurde aber unter Dübys Mitwirkung bis zur Unkenntlichkeit umgeschrieben. 
Auf Tricktechnik wurde verzichtet, fast alle Szenen entstanden an den Originalschauplätzen. 
Trotz Starbesetzung war der Film ein finanzieller Fehlschlag, da die Kosten für die Aussenaufnahmen im Hochgebirge in die Höhe schossen. Dies bedeutete 1959 das Ende der Produktionsgesellschaft Unitas-Film.

## Kritik
Im Lexikon des internationalen Films steht, bei der Produktion handle es sich um einen „[d]ramaturgisch und inszenatorisch unbeholfene[n] Schweizer Film“. Sein einziger Wert liege in der „halbdokumentarischen Darstellung von Bergnot und Rettungsaktionen“.
Auf der Schweizer Filmseite molodezhnaja steht: „formelhaftes Bergkino, das mit seiner Optik ein paar Trümpfe im Ärmel hat, aber ansonsten nie wirklich in die Höhe steigt.“